# Volvo 740/760
La Volvo 740 est une familiale du constructeur automobile suédois Volvo. Elle a été construite entre le printemps 1984 et l'été 1992. Il s'agissait d'une déclinaison moins chère de la 760, lancée deux années avant, qui était équipée de motorisations 4 cylindres.

## Création
Le tandem 760/740 a été dessiné par le designer maison Jan Wilsgaard également auteur des lignes des Volvo 240/260. La 760 a été lancée en 1982 et a pris le relais des déclinaisons les plus haut de gamme de la série 200 : la 260.
À la fin des années 1970, Volvo est confronté à de nombreux problèmes. La crise énergétique mondiale et les coûts de production très élevés en Suède plombent la rentabilité de l'entreprise. La remplaçante de la série 200 doit monter en gamme et conquérir le territoire américain pour améliorer la situation financière.
Pour des raisons de coût, la 740/760 possède des lignes anguleuses car les surfaces planes permettent de réduire les coûts d'emboutissage de la tôle. Le style n'a pas fait l'unanimité à la sortie de l'auto, mais est devenu petit à petit un classique. Les Américains ont été moins choqués que les Européens car Cadillac, avec sa DeVille, proposait un style très anguleux pour l'époque. La qualité de ce design est une véritable différenciation par rapport à ses concurrentes Mercedes-Benz W123, BMW E28… mais aussi gage d'une habitabilité élevée.
C'est en 1984 que Volvo lance la 740. Elle reprend la carrosserie de sa grande sœur 760 mais s'en différencie par des motorisations moins puissantes et l'équipement moins étendu. Deux moteurs quatre cylindres essence sont disponibles au lancement, un 2,3 litres injection de 131 ch et un 2,0 litres Turbo de 150 ch. Les finitions proposées sont base, GLE et Turbo. Deux boîtes au programme - une manuelle à 4 rapports avec fonction Overdrive et une boîte automatique à 4 rapports.

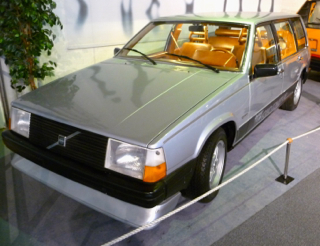
Volvo VCC (1980).

## Historique

### Phase 1

#### 740
Le printemps 1985 voit l'arrivée de la déclinaison break de la 740. Elle est disponible avec les mêmes motorisations que la berline.
Pour 1986, on note l'arrivée de la motorisation diesel d'origine Volkswagen, un 6 cylindres injection 2,4 litres développant 82 ch déjà présent sous le capot de la 240. Sa déclinaison Turbo est également disponible et développe 112ch, avec la version Turbo Intercooler la puissance atteint 122 ch. En essence, le 2,0 litres gagne une version sans turbo développant 118 ch et la version turbo voit sa puissance grimper à 158 ch. La gamme est composée alors des base, GL, GLE, Turbo, GLT.

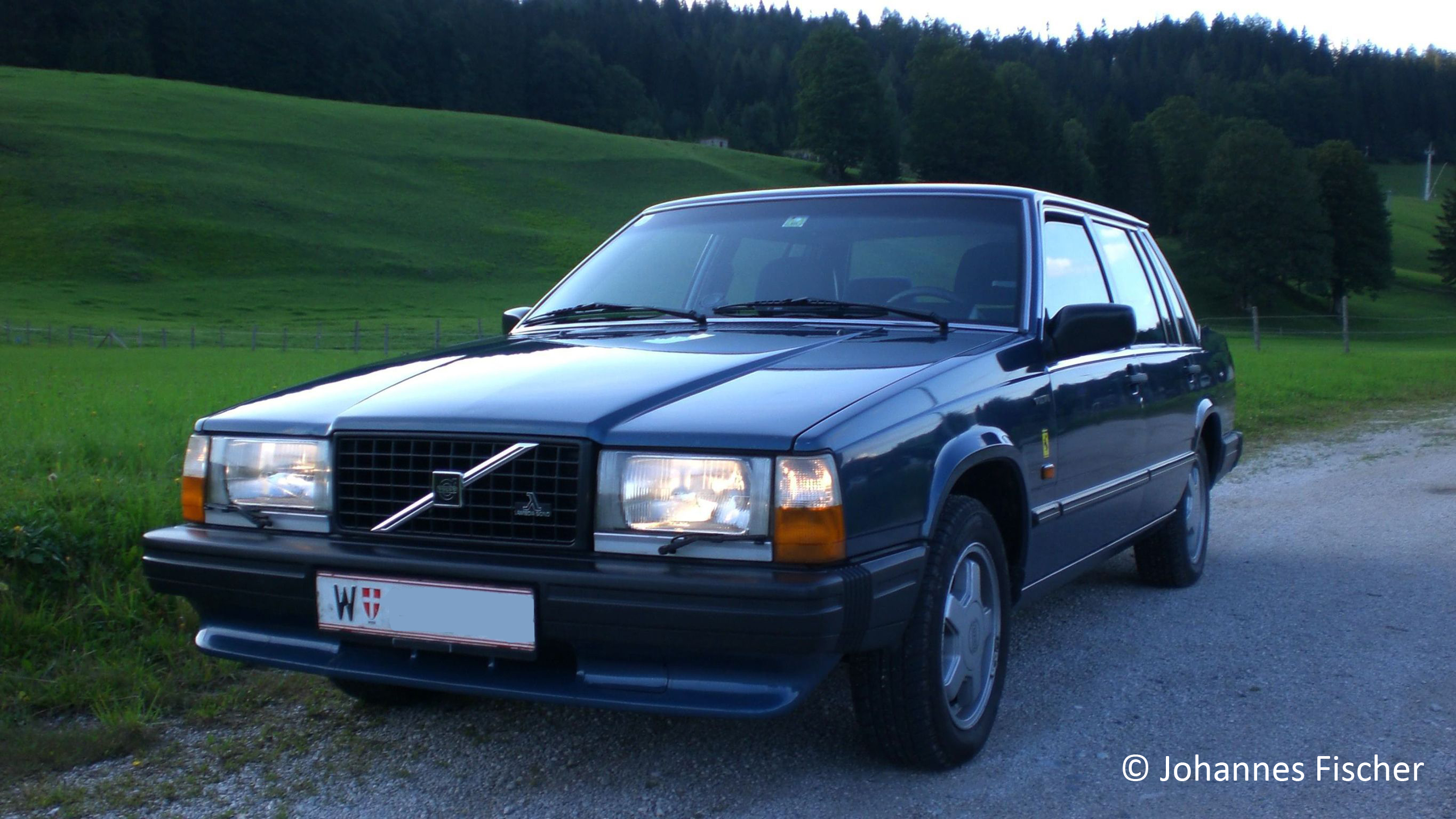
Volvo 740 (1984 - 1989).
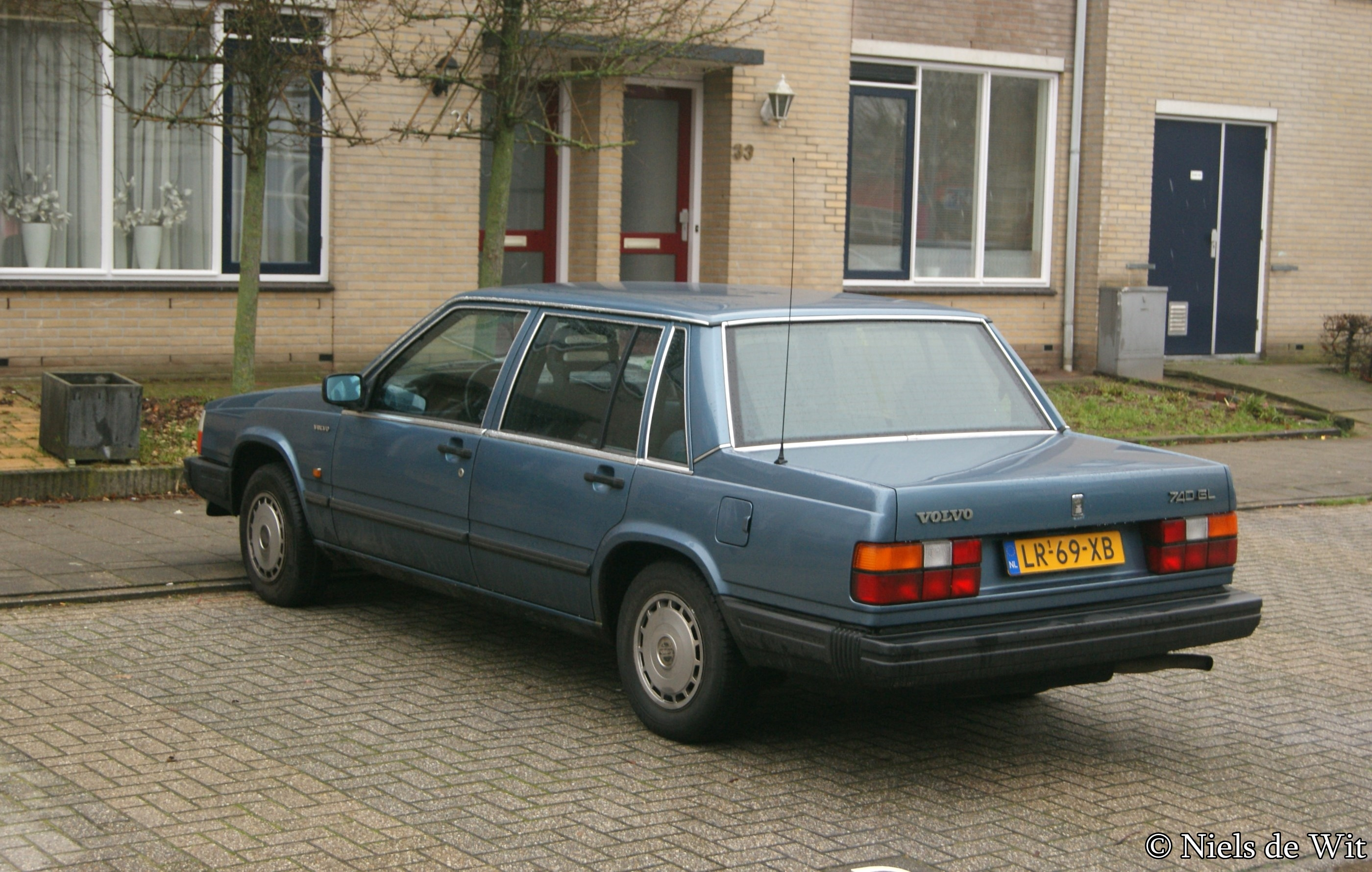
Volvo 740 (1984-1989).
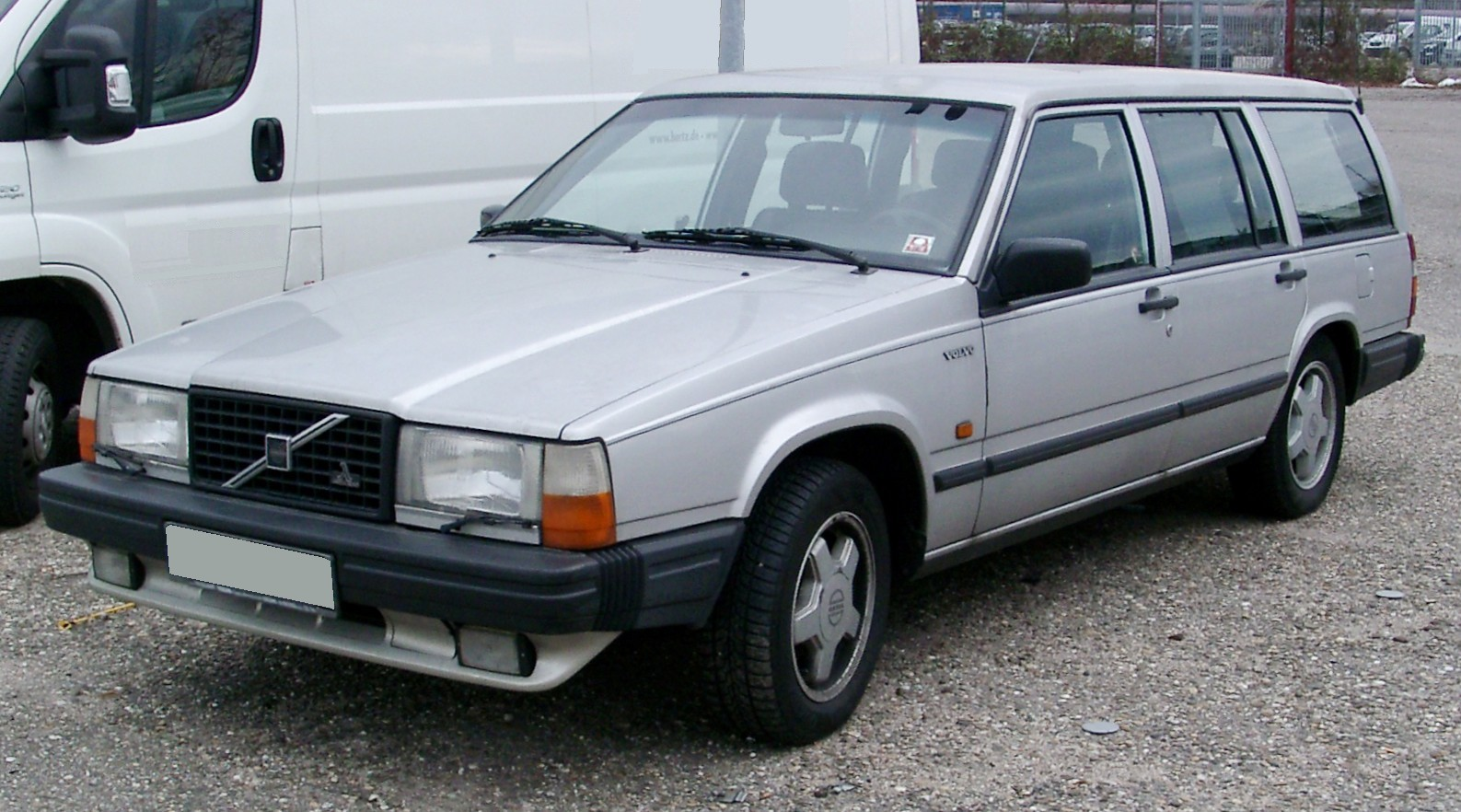
Volvo 740 Break (1985-1989).
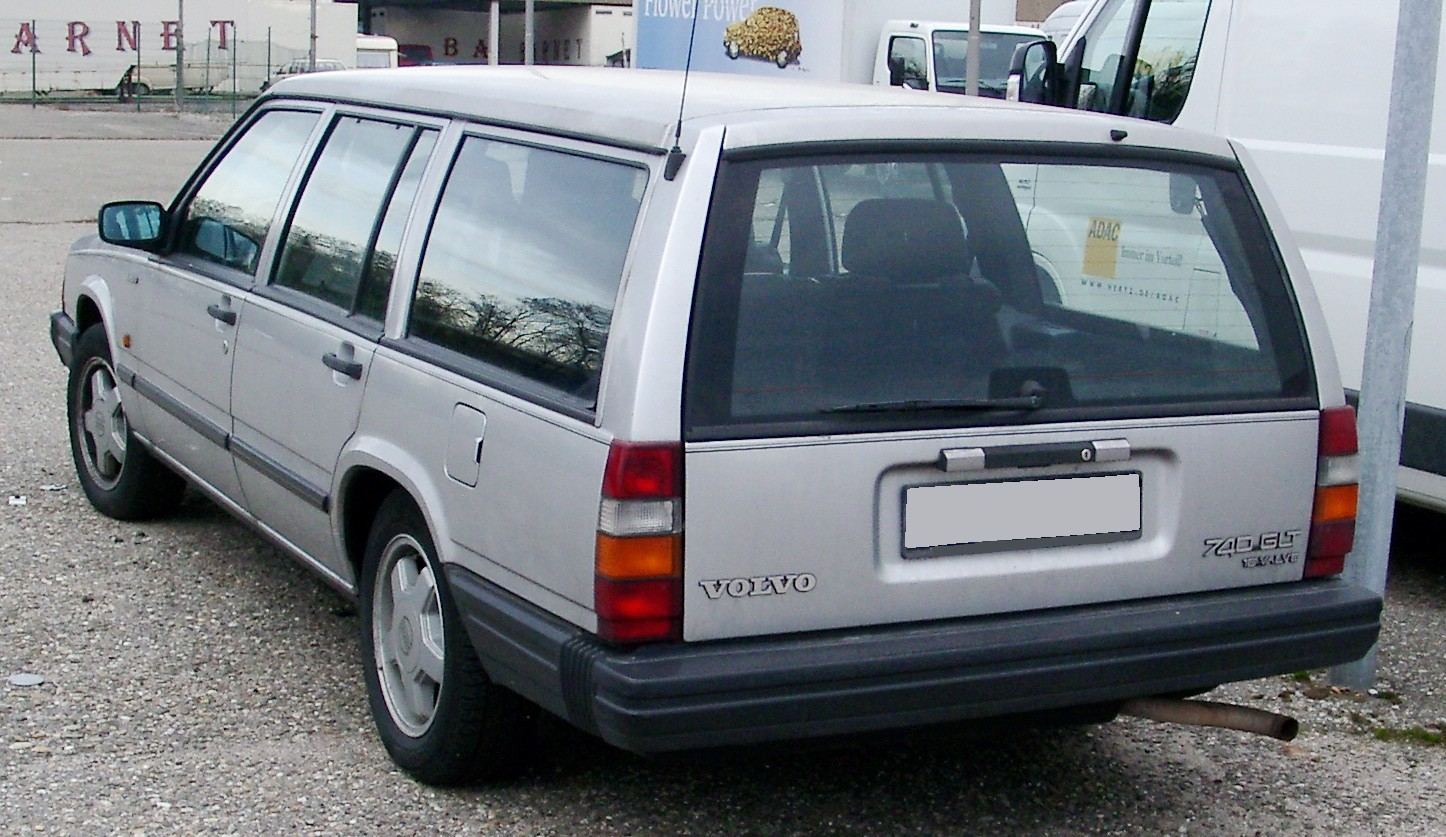
Volvo 740 Break (1985-1989).

#### 760
Au lancement, deux moteurs sont disponibles, le V6 PRV 2,8 litres développant 156 ch et le 4 cylindres 2,3 litres Turbo de 173 ch. Une unique boîte manuelle à 4 rapports et fonction Overdrive était proposée.
Dès 1983, un 6 cylindres 2,4 litres turbo Diesel d'origine Volkswagen prend place sous le capot de la 760. Il développe alors 109 ch.
En 1984, la gamme est complétée par le bas avec l'arrivée de la 740, qui reprend la caisse de la 760 mais adopte uniquement des motorisations 4 cylindres moins puissantes. De plus, certains équipements de la 760 étaient indisponibles ou en option comme le toit ouvrant, les jantes en alliage ou les vitres électriques. Elle était censée remplacer les 240 au sein du catalogue du constructeur suédois mais finalement, ont cohabité et ont vu leurs productions cesser au même moment.
Pour 1985, on note l'arrivée du break 760 qui met à la retraite les dernières 260 Break existantes. La 740 est aussi disponible en break. Au même moment, l'ABS d'origine Bosch équipe toutes les 760.
Pour 1986, le 2,3 litres Turbo voit sa puissance grimper de 173 à 182 ch.

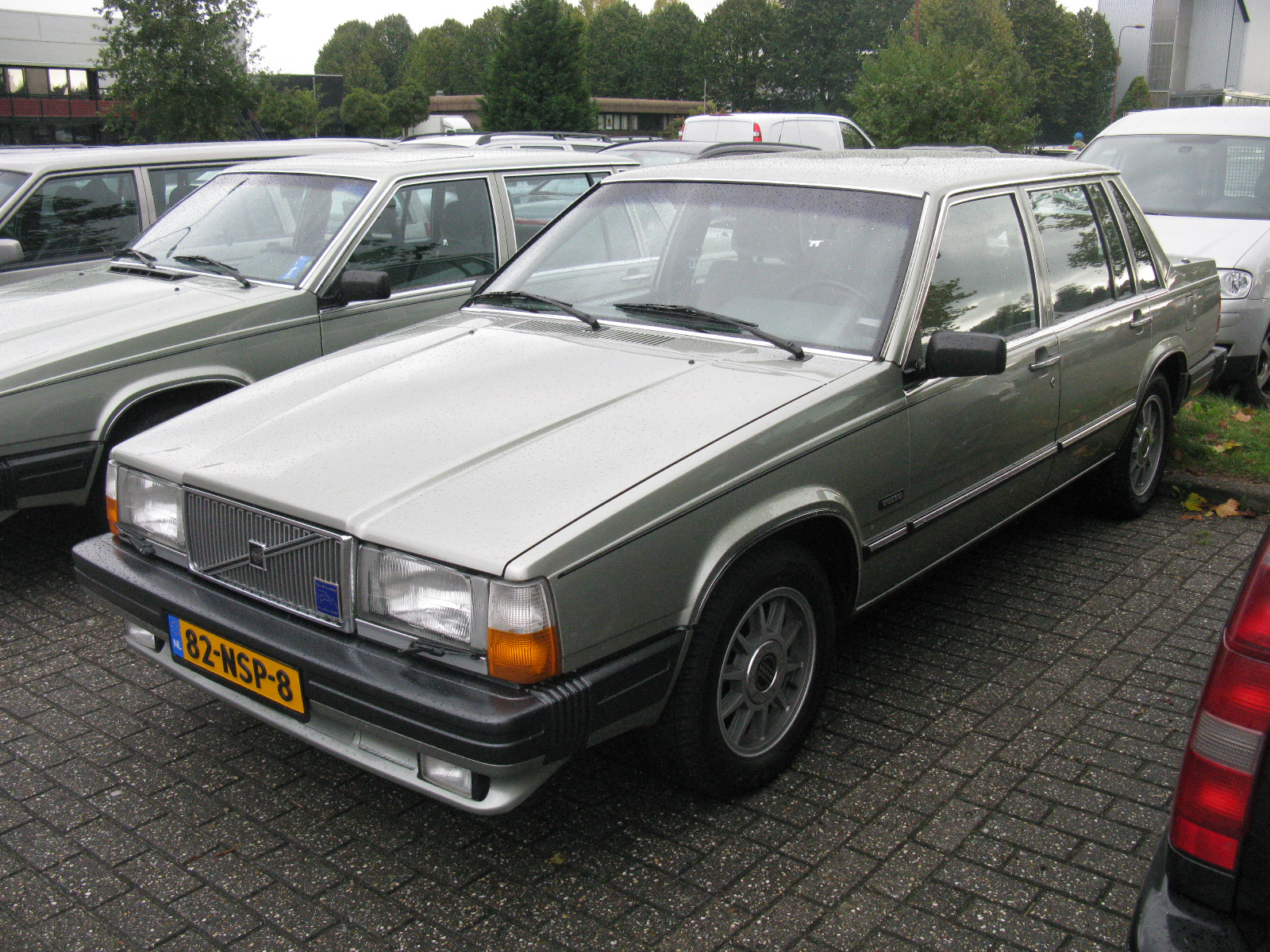
Volvo 760 (1982-1987).
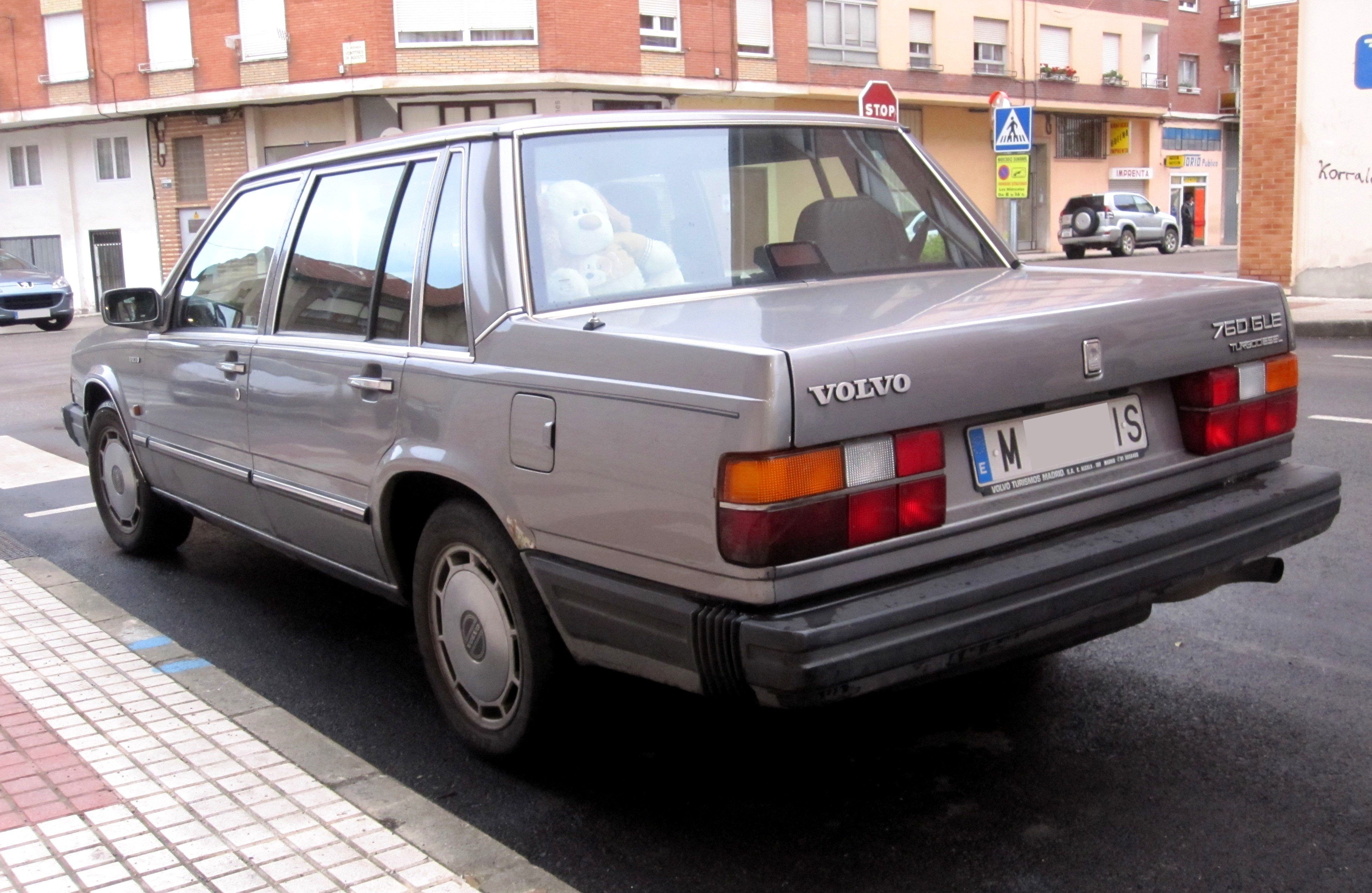
Volvo 760 (1982-1987).
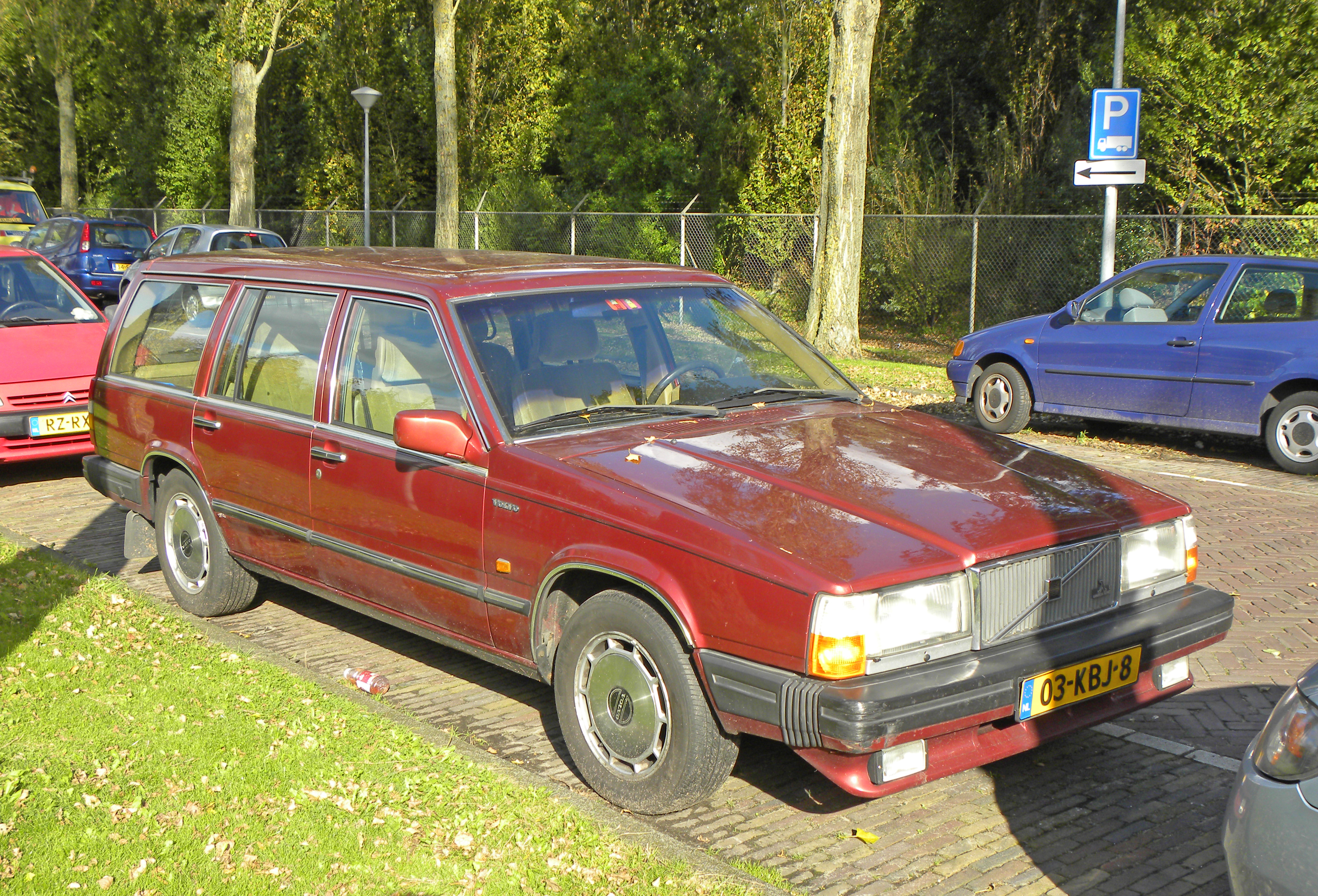
Volvo 760 Break (1985-1987).
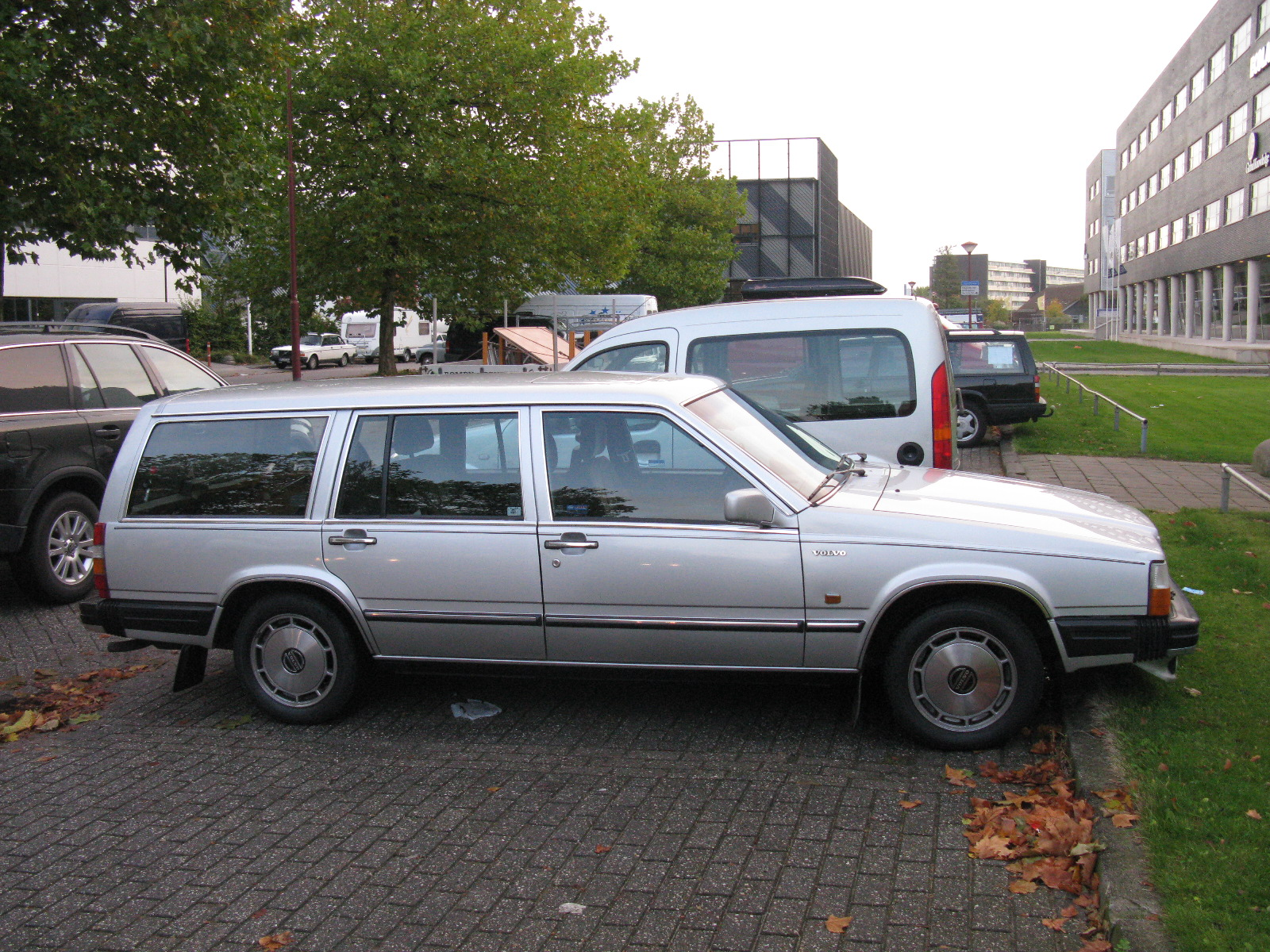
Volvo 760 Break (1985-1987).

### Restylage

#### 740
À l'automne 1989, la 740 subit un lifting. Cette dernière est alors disponible en deux faces avant. Une première qui est une évolution de la première monture de la 740. On la reconnaît à ses arêtes moins prononcées et sa nouvelle calandre à l'avant. La seconde face avant est identique à celle des 940 et 960 lancées l'année suivante.Cette dernière équipait les déclinaisons Turbo de la 740.
Sous le capot, le turbo diesel voit sa puissance passer de 112 à 122ch grâce à l'ajout d'un Intercooler . Le 2,3 litres, dans l'optique de respecter les normes antipollution, voit sa puissance passer de 131 à 116 ch.
En août 1990 est lancée la remplaçante de la 740, la 940. Elles vont cohabiter deux ans.
Pour l'année modèle 1991, de nombreux changements au niveau des motorisations sont effectuées, notamment en raison des nouvelles normes antipollution aux États-Unis : en diesel, le 2,4 litres voit sa puissance réduite à 79 ch. En essence, le 2,0 litres Turbo voit sa puissance grimper de 158 à 165 ch. On note également l'arrivée du 2,3 litres en version Turbo développant 155 ch ainsi qu'une version Turbo 16 soupapes du 2,0 litres développant 200 ch. Un nouveau tableau de bord est introduit, commun à la 940 et la 740.
Pour 1992, la gamme est réduite avec la disparition des 2,3 litres en 113 et Turbo 155 ch et des 2,0 litres Turbo 165 et 200 ch. En revanche, l'arrivée d'un 2,3 litres 130 ch pour les derniers mois de commercialisation est à noter. Un total de 650 443 berlines 740  et 358 952 breaks furent produits. Soit un total de 1 009 395 exemplaires auxquels on peut ajouter les 221 308 760 et 8 500 780. 1 239 203 exemplaires de la série 700 ont été produits.

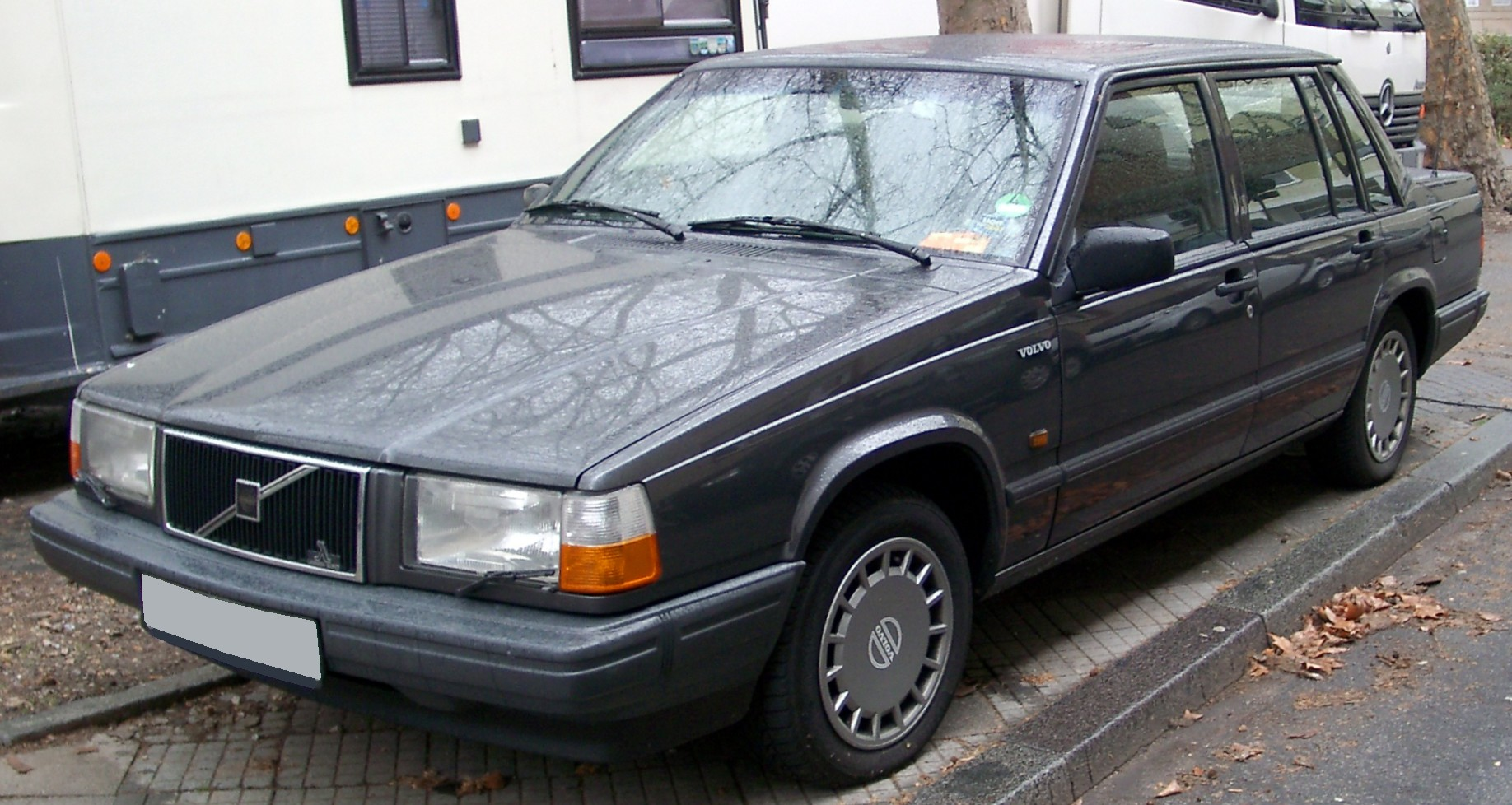
Volvo 740 (1989-1992).
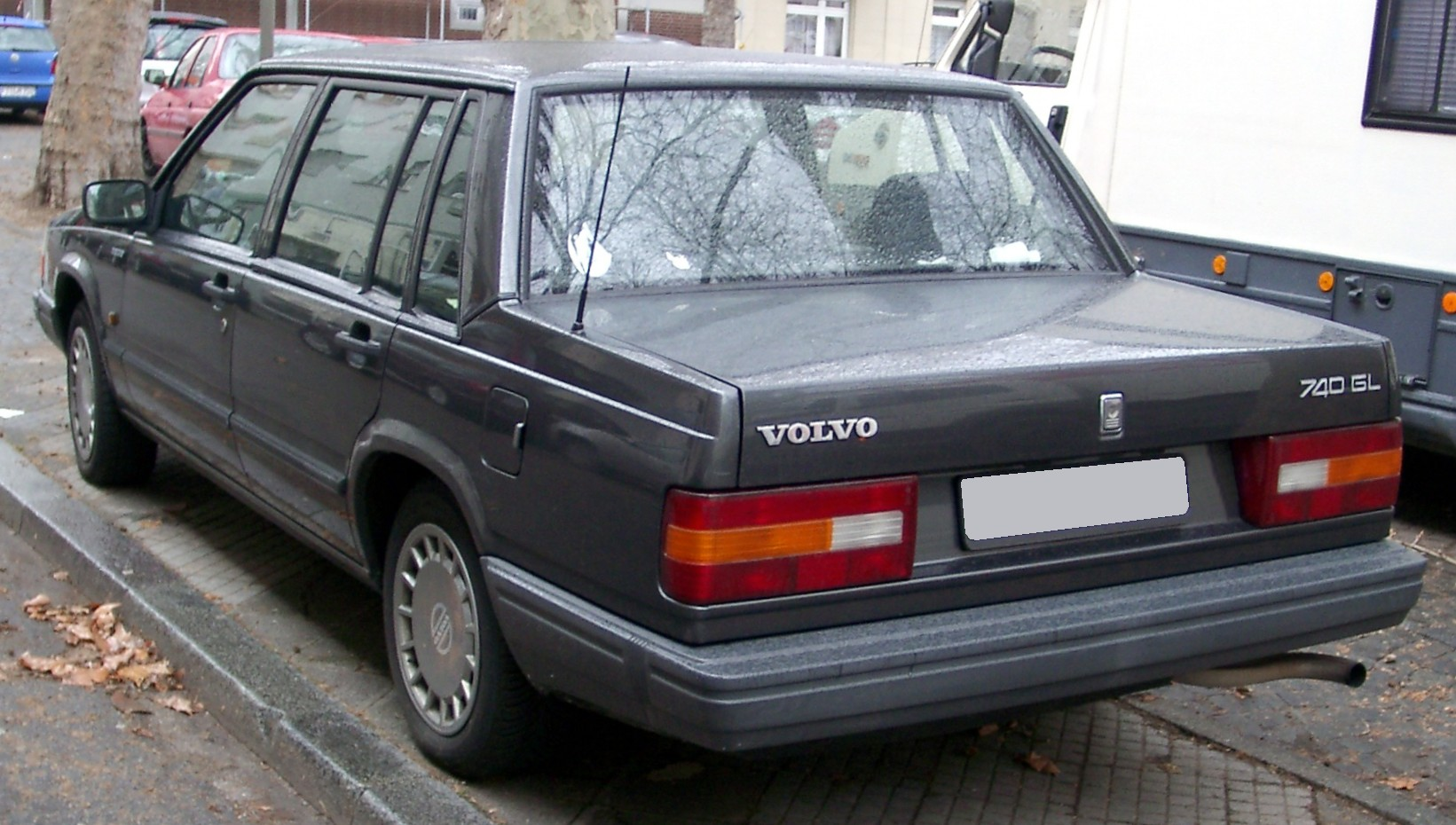
Volvo 740 (1989-1992).
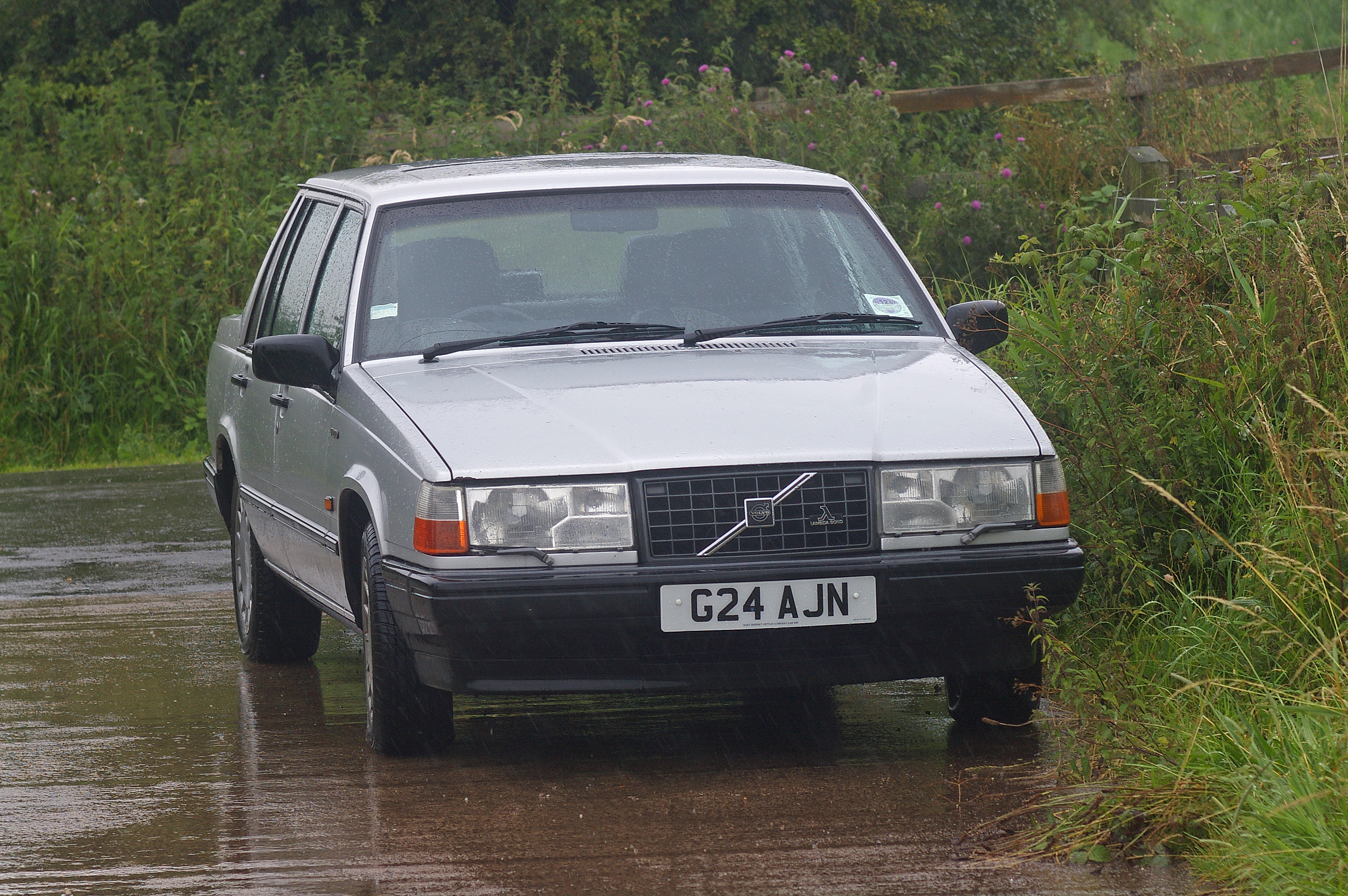
Volvo 740 Turbo (1989-1992).
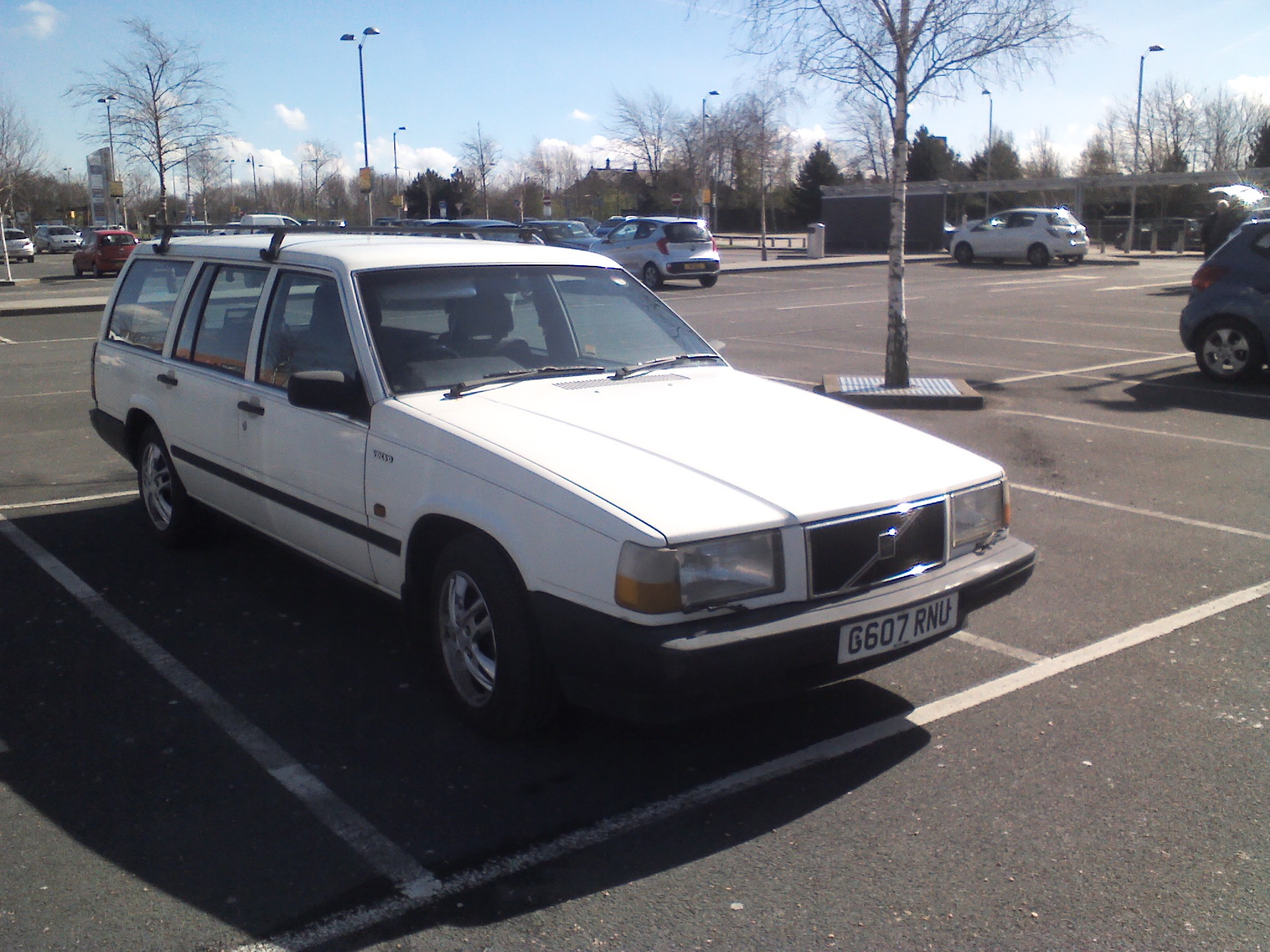
Volvo 740 Break (1989-1992).
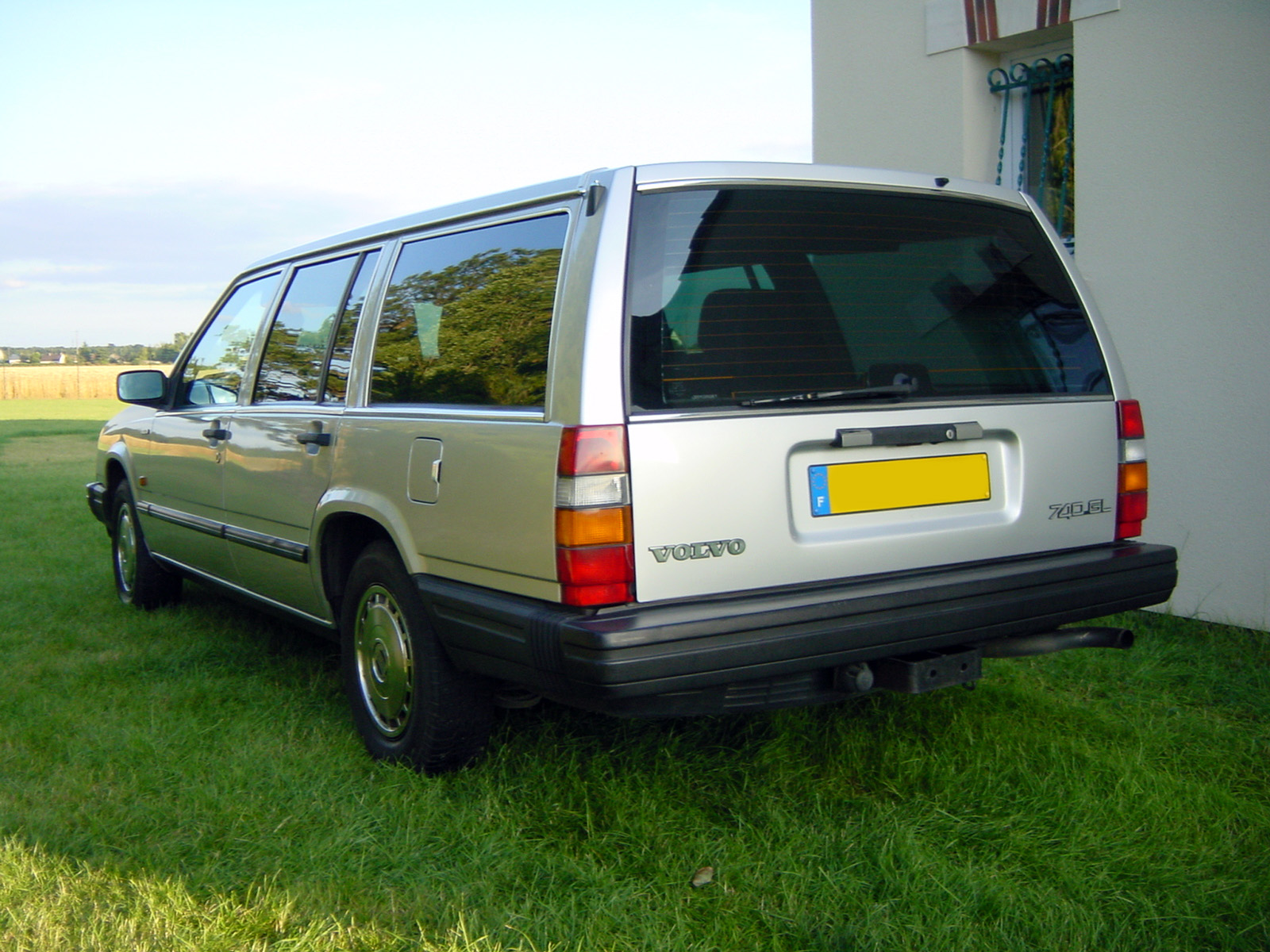
Volvo 740 Break (1989-1992).
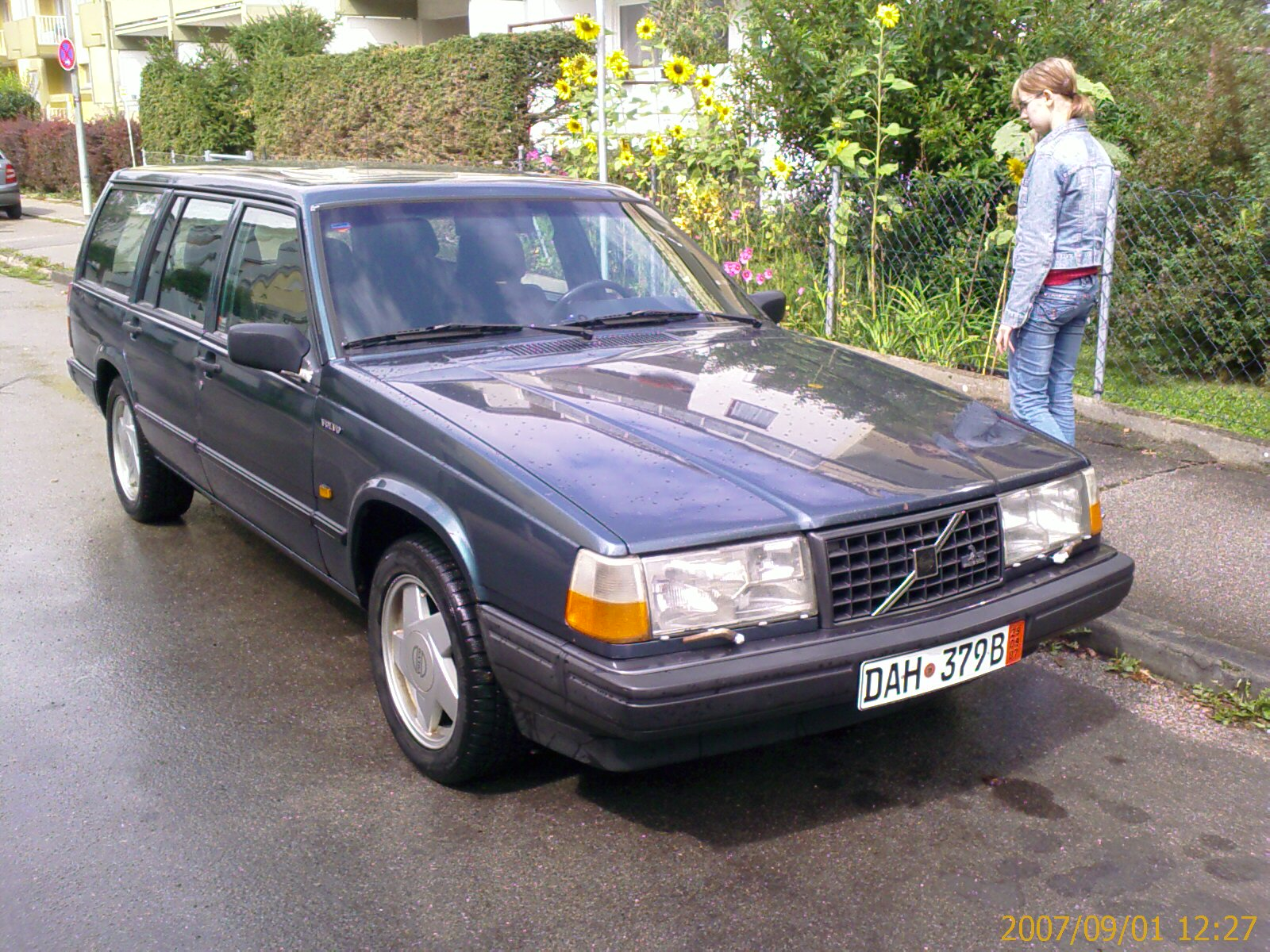
Volvo 740 Break Turbo (1989-1992).

#### 760
C'est à l'automne 1987 que la 760 évolue fortement. Une nouvelle face avant et un capot en aluminium sont les principales nouveautés extérieures. À l'intérieur on retrouve un nouveau tableau de bord et un système stéréo inédit. La 760 est la première voiture à recevoir la nouvelle technologie RDS, qui permet d'écouter sans interruption une fréquence radio lors d'un déplacement. Seule la berline adopte un essieu arrière multibras, à la façon du coupé 780 lancé un an plus tôt. Sous le capot, le PRV voit sa puissance progresser pour atteindre 167 ch et reçoit le renfort d'une boîte automatique à 4 rapports. Le Turbo Diesel voit sa puissance progresser à 116 ch.
Pour son avant-dernière année de commercialisation en 1989, la 760 évolue avec la disparition du Turbo Diesel et la réduction de puissance du V6 à 143 ch et le 2,4 litres Turbo à 165 ch en raison des nouvelles normes antipollution. De plus, la berline reçoit de nouveaux feux arrière.
À la fin de l'été 1990, la 960 arrive en concession et la 760 quitte le catalogue après 183 864 berlines et 37 445 break produits.

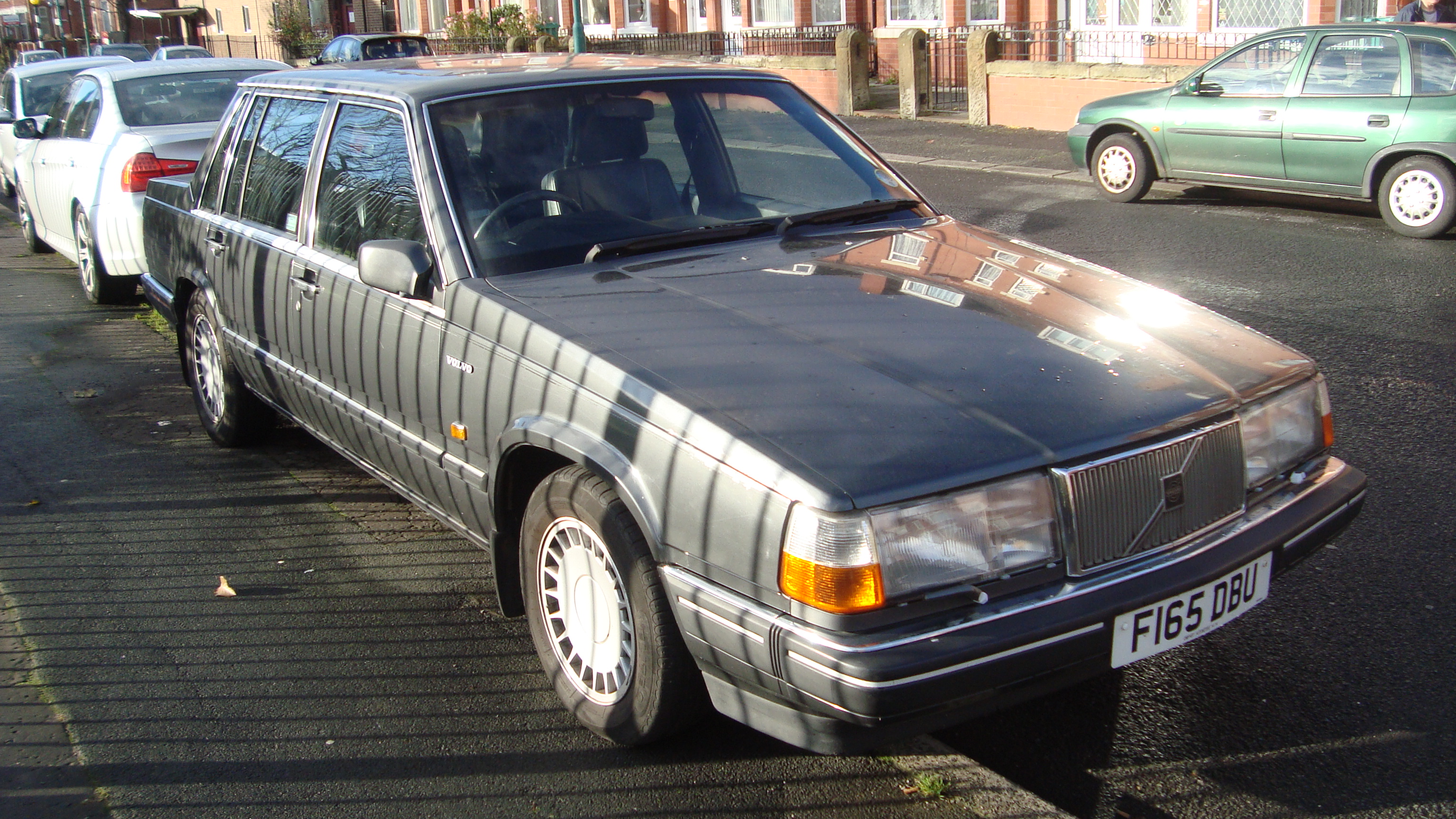
Volvo 760 (1987-1990).
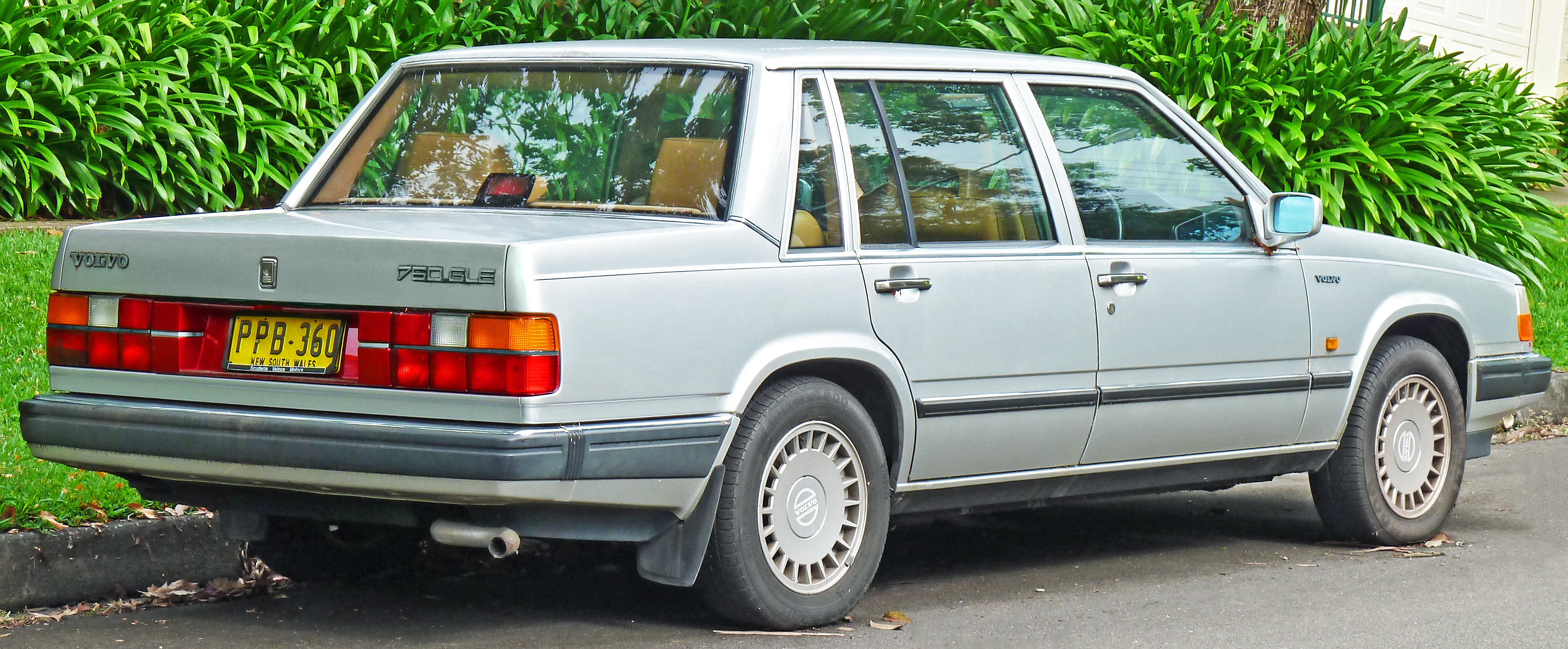
Volvo 760 (1987-1990).
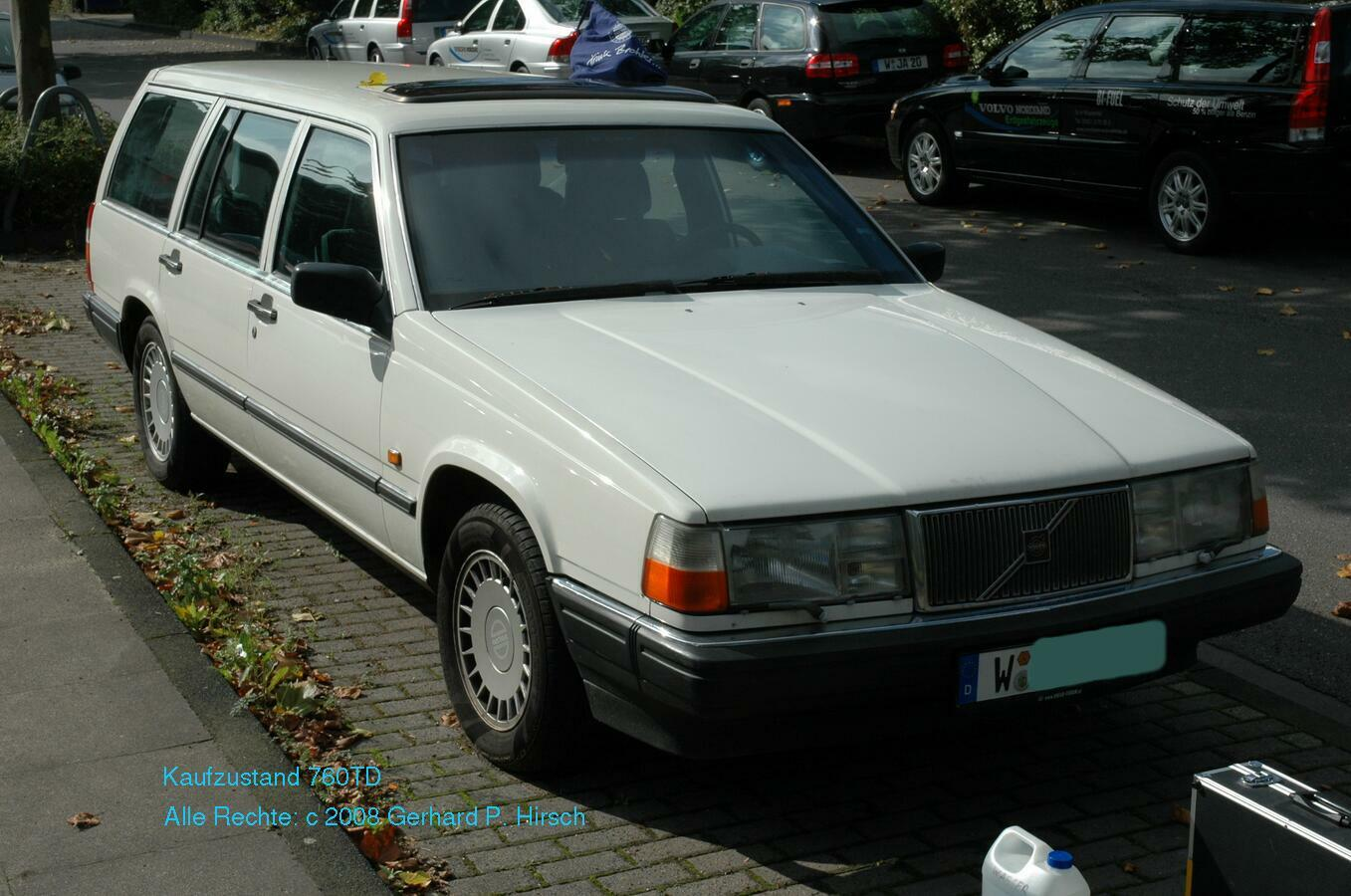
Volvo 760 Break (1987-1990).
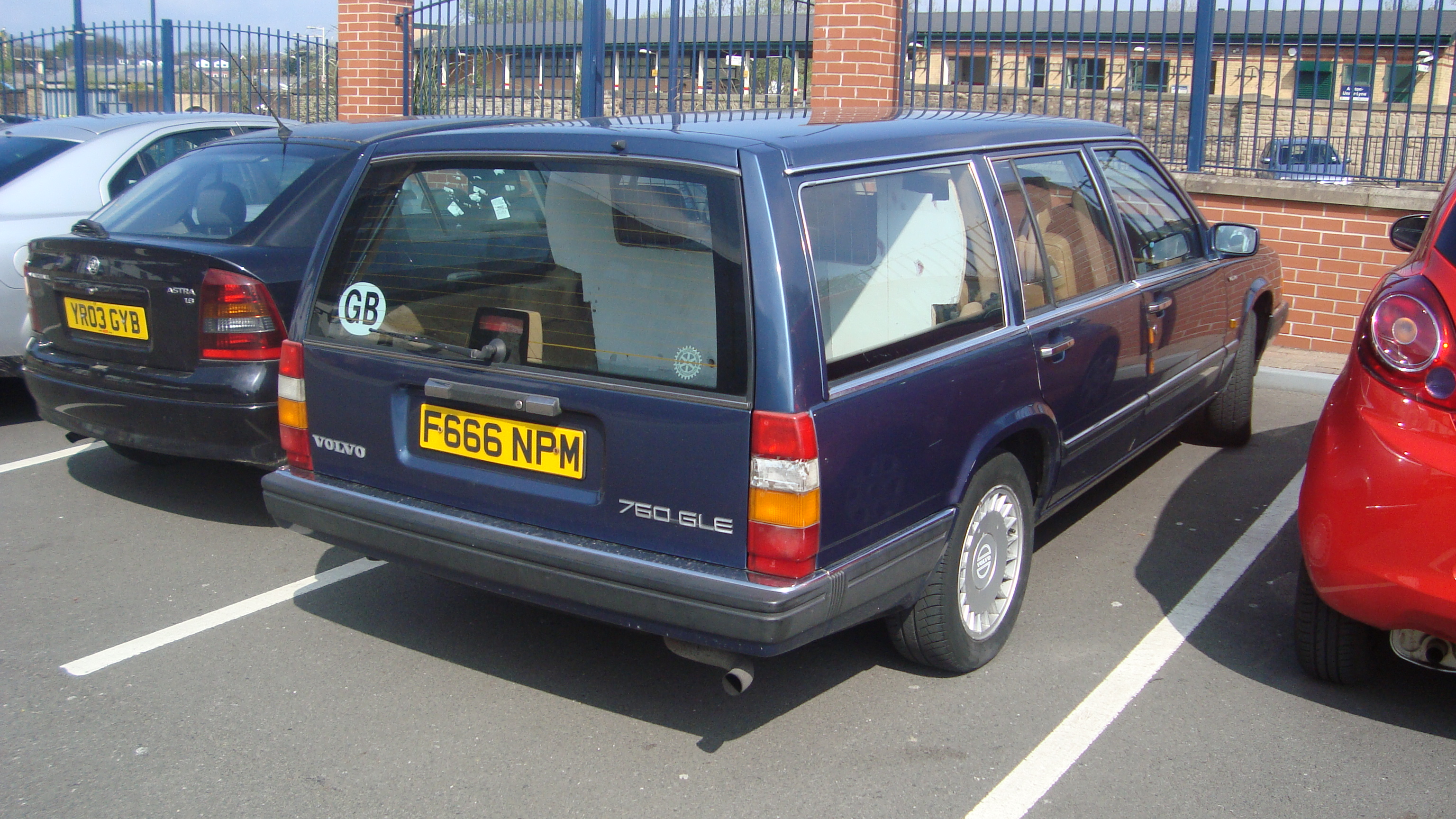
Volvo 760 Break (1987-1990).

## Autres

### Modèles
- Volvo 740 Turbo Intercooler
- Volvo 740 GLE
- Volvo 740 GLT
- Volvo 740 GLT 16 Soupapes
- Volvo 740 GL
- Volvo 740 SE (en Angleterre et en Suède)
- Volvo 740 Turbo Diesel
- Volvo 740 Polar (en Italie)

### Autres
Il a existé des versions rallongées nommées 760 Executive. Ces dernières ont été utilisés comme voiture de chef d'Etat en RDA, en Espagne et en Pologne.

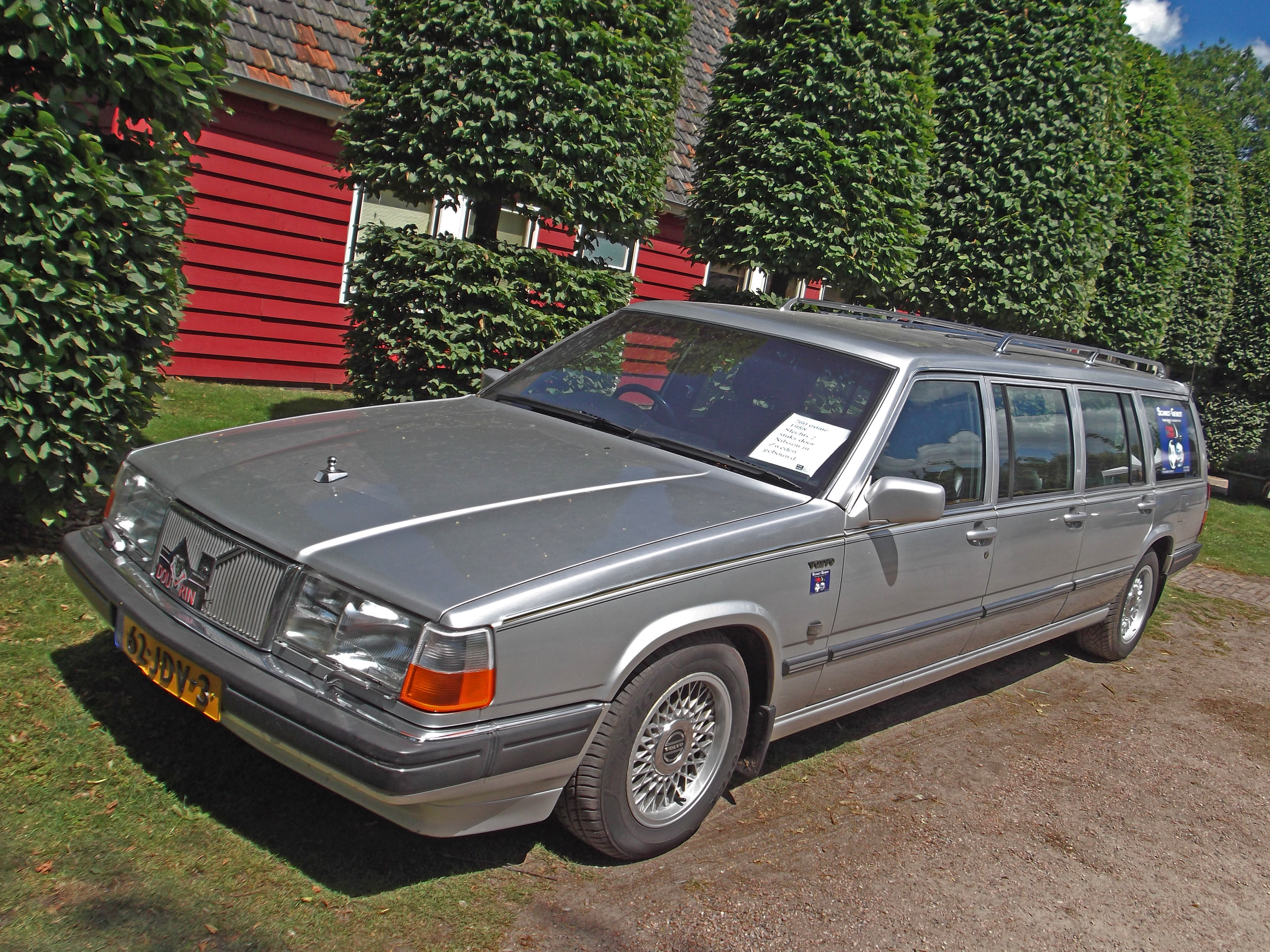
Volvo 760 Executive (1987-1990).